# 若松节朗
若松 節朗（わかまつ せつろう、1949年5月5日—）是一名日本电视剧導演、電影導演。秋田县河边郡河边町（現秋田市）出生，秋田市立秋田商業高等學校、日本大学藝術学部放送学科畢業。

## 主要代表作品

### 电视剧

#### テレパック時代
- ゆく道くる道わかれ道（1980年、富士電視台）
- おまかせください、オレの女房どの（1982年、富士電視台）
- 月曜ドラマランド《どっきり天馬先生》（1983年、富士電視台）

#### 共同テレビ時代
- 透明少女（1986年、富士電視台）プロデュースのみ
- 美雪、美雪（1986年、富士電視台）プロデュースのみ
- 未亡人は17歳（1986年、富士電視台）
- あまえないでヨ!（1987年、富士電視台・東寶株式會社）
- ラジオBINBIN物語（1987年、富士電視台）
- オレの妹急上昇（1987年、富士電視台）
- 熱っぽいの!（1988年、富士電視台）
- あそびにおいでヨ!（1988年、富士電視台）
- 追いかけたいの!（1988年、富士電視台）
- パパ!かっこつかないゼ（1990年、富士電視台）
- しゃぼん玉（1991年、富士電視台・東映电视台）
- 教師夏休み物語（1992年、日本電視台）
- 振り返れば奴がいる（1993年、富士電視台）
- 發達之路（1994年、富士電視台）
- 正義必勝（1995年、富士電視台）
- いい日旅立ち〜4つの卒業〜（1996年、關西電視台）
- 炎の消防隊（1996年、朝日電視台）
- それが答えだ!（1997年、富士電視台）
- 金曜エンタテイメント《姑は名探偵 芹澤雅子》（1997年、富士電視台）
- 恋はあせらず（1998年、富士電視台）
- チェンジ!（1998年、朝日電視台）
- けろりの道頓（1999年、關西電視台）
- 輝ける瞬間（1999年、名古屋電視台）
- やまとなでしこ（2000年、富士電視台）
- 反乱のボヤージュ（2001年、朝日電視台）
- 金曜エンタテインメント《ピッキングトリオの事件簿》（2001年、富士電視台）
- 愛的力量（2002年、富士電視台）
- 真夜中の雨（2002年、TBS）
- 美女或野獸（2003年、富士電視台）
- 弟（2004年、朝日電視台）
- 宿命（2004年、WOWOW）
- 急症群英（2005年、富士電視台）
- 祇園囃子（2005年、朝日電視台）
- 熟年離婚（2005年、朝日電視台）
- さいごの約束（2006年、關西電視台）
- 役者魂!（2006年、富士電視台）
- 金曜プレステージ《パパの涙で子は育つ》（2007年、富士電視台）
- パンドラ（2008年、WOWOW）
- 愛馬物語（2008年、富士電視台）
- 太陽與海的教室（2008年、富士電視台）
- 世界奇妙物語 20周年スペシャル・秋 〜人気作家競演編〜《燔祭》（2010年、富士電視台）
- 境遇（2011年、ABC）
- 尾根のかなたに～父と息子の日航機墜落事故～（2012年、WOWOW）

### 电影
- COMPLEX BLUE（1994年）
- 暴风雪（2000年、東宝）
- 子宮の記憶 ここにあなたがいる（2006年、トルネード・フィルム）
- 不沉的太陽（2009年、東宝）
- 拂晓之街（2011年、角川映画）
- 柘榴坂的復仇（2014年、松竹）

### 舞台剧
- 地球の王様(2012年10月-)出演・西村雅彥、大塚千弘、岡田義徳、浅利陽介、片桐仁、高橋ひとみ、永井大

## 获奖经历
- 日本電影金像獎優秀导演奖 - 《暴风雪》
- 報知電影獎作品奖　邦画部門 - 《不沉的太陽》
- 日本アカデミー賞優秀导演奖 - 《不沉的太陽》